# Extensor-carpi-radialis-Reflex
Der Extensor-carpi-radialis-Reflex ist ein Eigenreflex an der Vordergliedmaße von Tieren. Dabei wird der Musculus extensor carpi radialis etwas unterhalb des Ellbogengelenks beklopft. Als Reaktion kommt es zu einer Streckung des Vorderfußwurzelgelenks. Das Reflexzentrum liegt in den beiden letzten Hals- und dem ersten Brustsegment des Rückenmarks (C7–Th1), die Reflexbahnen verlaufen über den Nervus radialis.